# Hässlevadsdammen
Hässlevadsdammen är en sjö i Ödeshögs kommun i Östergötland och ingår i Motala ströms huvudavrinningsområde. Den ligger mellan Lorasjön och Sättradammen.